# 폴라 쇼

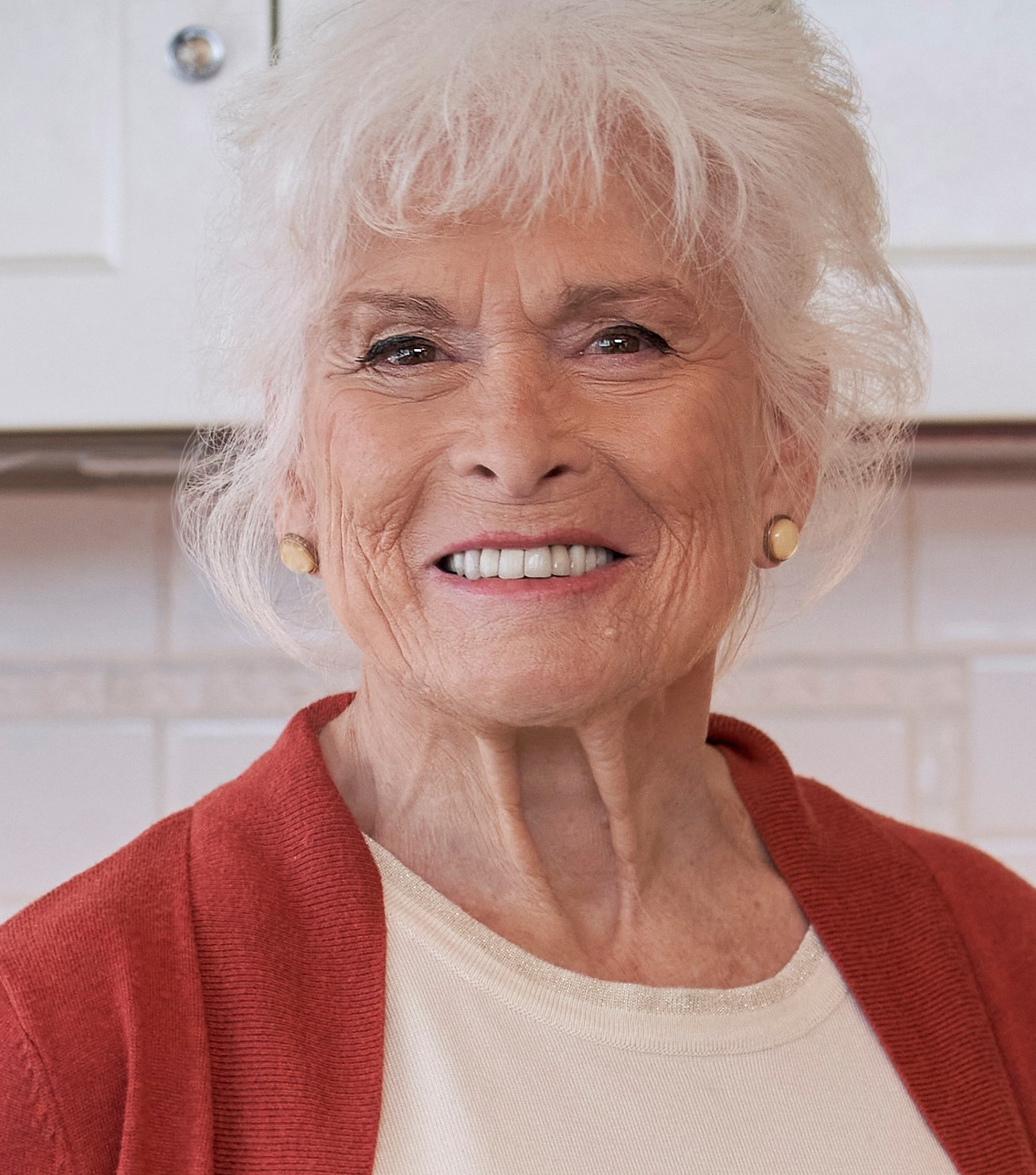

폴라 쇼(Paula Shaw, 1941년 7월 17일 ~ )는 미국의 배우, 텔레비전 배우, 영화배우이다.
브롱크스에서 태어났다.

## 방송
- 시더 코브 시즌1

## 영화
- 시더 코브 시즌1 (2013년)
- 히치드 포 더 홀리데이 (2012년)
- 킬러 배쉬 (2005년)
- 추파카브라 테러 (2005년)
- 홈 포 더 홀리데이즈 (2005년)
- 프레디 VS 제이슨 (2003년)
- 인썸니아 (2002년)
- 네고시에이터 2 (2000년)
- 레인디어 게임 (2000년)
- 제3의 눈 (1995년)
- 커뮤니언 (1989년)
- 21 점프 스트리트 (1987년)
- 윗치파이어 (1986년)
- 천사의 비명 (1986년)
- 세이 예스 (1986년)
- 사베지 스트리트 (1984년)
- 채터박스 (1977년)
- 프리덤 투 러브 (1969년)